# Острів Ісуса
Острів Ісуса (фр. Île Jésus читається як іль Жезю́) — острів на річці Св. Лаврентія, розташований на північ від острова Монреаль.
З півночі його омиває Рів'єр-де-Міль-Іль, а з півдня — Рів'єр-де-Прері
Острів Ісуса — частина архіпелагу Ошлага.
Увесь острів займає місто Лаваль, яке є також окремим адміністративним регіоном Квебеку провінції Квебек.

## Назва
Острів названо на честь Товариства Ісуса. Єзуїти багато зробили для розвитку Нової Франції, зокрема у галузі освіти.